# Catherine Siachoque
Catherine Siachoque, właśc. Maria Alexandra Catherine Siachoque Gaete (ur. 21 stycznia 1972 w Bogocie) – kolumbijska aktorka. Często występowała jako czarny charakter w telenowelach, m.in.: Meandry miłości (2007), Kraina namiętności (2006) i Gdzie jest Elisa? (2010).

## Filmografia
| Rok       | Tytuł                                   | Role                               |
| --------- | --------------------------------------- | ---------------------------------- |
| 1995      | Sobrevivir                              | Perla                              |
| 1995-1996 | La Sombra del Deseo                     | Lorena                             |
| 1996      | Higuita: Sangre, Sudor y Lagrimas       | Lina Maria                         |
| 1997      | Hechizo                                 | Salome                             |
| 1997      | Las Juanas                              | Juana Caridad Salguero             |
| 1998      | La Sombra del Arcoiris                  | Silvia Stella Graniani             |
| 1998-1999 | Tan Cerca y Tan Lejos                   | Laura                              |
| 1999-2000 | La Guerra de las Rosas                  | Rosa Emilia Carrillo               |
| 2001      | Amantes del Desierto                    | Micaela Fernández                  |
| 2002-2003 | La Venganza                             | Grazzia Fontana Viso               |
| 2004-2005 | Te Voy a Enseñar a Querer               | Déborah Buenrostro                 |
| 2005-2007 | Decisiones                              | Gabriela / Mariana Valencia i Alma |
| 2005-2006 | Tierra de Pasiones (Kraina namiętności) | Marcia Hernández                   |
| 2007-2008 | Pecados Ajenos (Meandry miłości)        | Inés Vallejo                       |
| 2008-2009 | Sin Senos no hay Paraiso                | Hilda Santana                      |
| 2010      | ¿Dónde Está Elisa? (Gdzie jest Elisa?)  | Cecilia Altamira                   |
| 2011      | La Casa de al Lado (Dom po sąsiedzku)   | Ignacia Conde                      |
| 2014      | Królowa serc                            | Estefanía Pérez Hidalgo            |